# أنباستق
أنباستق هي قرية في مقاطعة كليبر، إيران. عدد سكان هذه القرية هو 230 في سنة 2006.